# Fäbodträsket (Burträsks socken, Västerbotten, 718006-169331)
Fäbodträsket är en sjö i Skellefteå kommun i Västerbotten och ingår i Rickleåns huvudavrinningsområde. Sjön har en area på 2,3 kvadratkilometer och ligger 259,9 meter över havet. Sjön avvattnas av vattendraget Grantjärnbäcken.

## Delavrinningsområde
Fäbodträsket ingår i det delavrinningsområde (718217-169131) som SMHI kallar för Utloppet av Fäbodträsket. Medelhöjden är 274 meter över havet och ytan är 13,58 kvadratkilometer. Det finns inga avrinningsområden uppströms utan avrinningsområdet är högsta punkten. Grantjärnbäcken som avvattnar avrinningsområdet har biflödesordning 3, vilket innebär att vattnet flödar genom totalt 3 vattendrag innan det når havet efter 107 kilometer. Avrinningsområdet består mestadels av skog (63 procent) och sankmarker (11 procent). Avrinningsområdet har 2,47 kvadratkilometer vattenytor vilket ger det en sjöprocent på 18,2 procent.